# Украшенный траупис
Украшенный траупис (лат. Thraupis ornata) — вид воробьиных птиц из семейства танагровых (Thraupidae). Подвидов не выделяют. Эндемик Бразилии.

## Описание
Украшенный  траупис достигает длины около 18 см, одна измеренная самка весила 33 г. У взрослых самцов тёмная уздечка, голова, шея и верхняя часть груди блестящего голубоватого цвета, наиболее яркая окраска на темени, более бледная и с серым оттенком на горле. Верхняя часть тела тусклого тёмно-оливкового цвета, хвост тёмный с бахромой от бледно-зеленовато-жёлтого до бирюзово-голубого. Изгиб крыла и малые верхние кроющие перья крыла ярко-голубые, средние кроющие перья яркие золотисто-жёлтые (образующие заметное пятно), большие кроющие перья тёмные, с оливково-зелёными каймой и кончиком. Первостепенные кроющие перья крыла тёмные с голубоватыми внешними опахалами. Маховые перья черноватые, с каймой от бледно-зеленовато-жёлтого до бирюзово-голубого цвета. Центр груди от тускло-голубого до серовато-голубого цвета с фиолетовым оттенком, центр брюха сероватый, с голубовато-зелёным оттенком. Нижние кроющие перья хвоста беловатые с более тёмными, дымчато-серыми центрами. Радужная оболочка тёмно-коричневая; клюв чёрный, основание немного светлее; ноги черноватые. Взрослые самки похожи на самцов, но более тусклые и сероватые сверху и снизу. Неполовозрелые особи тусклее взрослых, почти лишены синего цвета в окраске оперения.

## Вокализация
Песня представляет собой серию из примерно девяти скрипучих нот, смешанных с невнятными нотами, очень похожая на таковую у сородичей. По имеющимся данным, поют только самцы и разные особи поют по-разному. Позывка — высокий, восходящий звук «seeee», очень похожий на звуки других представителей рода.

## Распространение и места обитания
Украшенный траупис является эндемиком Бразилии. Распространён в  прибрежной части юго-востока страны от юго-восточной части Баии на юге до востока Минас-Жерайс и востока Санта-Катарины. Естественными местами обитания являются разнообразные лесистые и полуоткрытые территории, включая опушки леса, кустарниковые поляны, сады, населенные пункты и влажные леса. Встречается от уровня моря до высоты 1750 м над уровнем моря; более многочисленен в горных районах.

## Биология
Украшенный траупис ведёт номадный образ жизни. Птицы популяций в южной части ареала перемещаются на север, а обитающие на большой высоте над уровнем моря в горах северной части ареала, перемещаются вниз по склону во время зимы Южного полушария.
Украшенный траупис в сезон размножения встречается парами, вне сезона размножения — небольшими группами до 25 и более особей. Часто присоединяется к смешанным стаям, особенно вокруг плодоносящих деревьев; часто агрессивен как по отношению к особям того же вида, так и к другим видам. В состав рациона входят фрукты и членистоногие. Сообщается, что поедает плоды пальм рода Ливистона (Livistona), инжир (Ficus) и бананы. Собирает пищу активным образом, в основном в пологе и на верхушках деревьев, иногда намного ниже, даже на земле в поисках опавших плодов. Ищет насекомых в лишайниках и мхах, прыгая по большим ветвям, а также разглядывает листву и ветки.
Размножение зарегистрировано в октябре и ноябре. Гнездо чашевидной формы, обычно располагается на высоте 1,5—9 м от земли в листве внешней ветви дерева или кустарника, иногда среди эпифитных бромелиевых. Также сообщалось о гнездовании в старом гнезде печника (Furnarius); часто гнездится недалеко от жилья и поблизости от людей. В кладке три яйца, яйца белого или красновато-белого цвета с коричневато-чёрными, пурпурно-серыми или тёмно-пурпурно-коричневыми отметинами. Кладку насиживает только самка. Другой информации нет.